# Powiat Rotenburg (Wümme)
Powiat Rotenburg (Wümme) (niem. Landkreis Rotenburg (Wümme)) – powiat w niemieckim kraju związkowym Dolna Saksonia. Siedziba powiatu znajduje się w mieście Rotenburg (Wümme).

Podział administracyjny powiatu Rotenburg (Wümme)

## Podział administracyjny
Powiat Rotenburg (Wümme) składa się z:
- 3 miast
- 2 samodzielnych gmin (niem. Einheitsgemeinde)
- 8 gmin zbiorowych (Samtgemeinde)

| Lp. | Nazwa miasta      | Ludność (31.12.2008) | Powierzchnia [km²] |
| --- | ----------------- | -------------------- | ------------------ |
| 1   | Bremervörde       | 18.939               | 150,17             |
| 2   | Rotenburg (Wümme) | 21.951               | 99,01              |
| 3   | Visselhövede      | 10.392               | 158,85             |

| Lp. | Nazwa gminy | Ludność (31.12.2008) | Powierzchnia [km²] |
| --- | ----------- | -------------------- | ------------------ |
| 1   | Gnarrenburg | 9.396                | 122,91             |
| 2   | Scheeßel    | 12.962               | 149,70             |

| Lp. | Nazwa gminy  | Ludność (31.12.2008) | Powierzchnia [km²] | Liczba gmin |
| --- | ------------ | -------------------- | ------------------ | ----------- |
| 1   | Bothel       | 8.662                | 148,68             | 6           |
| 2   | Fintel       | 7.509                | 121,93             | 5           |
| 3   | Geestequelle | 6.625                | 140,47             | 5           |
| 4   | Selsingen    | 9.410                | 226,34             | 8           |
| 5   | Sittensen    | 10.977               | 138,75             | 9           |
| 6   | Sottrum      | 14.354               | 172,92             | 7           |
| 7   | Tarmstedt    | 10.856               | 186,58             | 8           |
| 8   | Zeven        | 22.570               | 253,65             | 4           |